# Општина Волунтари Чити (Илфов)
Волунтари Чити (рум. Voluntari City) општина је у Румунији у округу Илфов.
Oпштина се налази на надморској висини од 81 m.